# 2022 코파 델 레이 결승전
2022 코파 델 레이 결승전(스페인어: La Final de la Copa del Rey de 2022)은 스페인의 최고 축구 컵대회의 118번째 시즌인 코파 델 레이 2021-22의 우승 구단을 결정하기 위해 진행된 경기이다. 이 경기는 2022년 4월 23일에 세비야의 라 카르투하에서 열렸고, 베티스와 발렌시아가 경합했다.
베티스는 연장전 끝에 1-1 접전을 벌이고 승부차기에서 5-4로 이겨 17년 만이자 통산 3번째 대회 우승을 거두었다.

## 배경
알래스카와 마리오 바케리소가 경기를 앞두고 진행된 개막식에서 무대에 등장했다.

## 결승전까지의 경기
| 베티스          | 베티스             | 단계     | 발렌시아              | 발렌시아           |
| --------------- | ------------------ | -------- | --------------------- | ------------------ |
| 상대            | 결과               |          | 상대                  | 결과               |
| 알리칸테        | 4–0 (원)           | 1라운드  | 우트리야스            | 3–0 (원)           |
| 탈라베라        | 4–2 (연, 원)       | 2라운드  | 아렌테이로            | 3–1 (연, 원)       |
| 바야돌리드      | 3–0 (원)           | 32강전   | 카르타헤나            | 2–1 (원)           |
| 세비야          | 2–1 (안)           | 16강전   | 아틀레티코 발레아레스 | 1–0 (원)           |
| 레알 소시에다드 | 4–0 (원)           | 8강전    | 카디스                | 2–1 (안)           |
| 라요 바예카노   | 2–1 (원), 1–1 (안) | 준결승전 | 아틀레틱 빌바오       | 1–1 (원), 1–0 (안) |

범례: (안) = 안방 경기; (원) = 원정 경기

## 경기

### 요약
경기는 정규 시간 이후 1-1로 동률을 이루면서 연장전에 돌입했다. 연장전 30분도 무득점 침묵으로 끝나면서, 승부차기로 이어졌다. 베티스의 좌측 수비수인 후안 미란다가 마지막 주자로 나서서 골망을 흔들었다. 그는 종전에 거둔 가장 최근의 대회 우승인 2005년에는 관중석에서 베티스의 우승을 목격했다.

### 상세 경기 정보
| 베티스                                          | 1–1 (연장전) | 발렌시아                               |
| ----------------------------------------------- | ------------ | -------------------------------------- |
| 이글레시아스 11′                                | 리포트       | 두로 30′                               |
| 승부차기                                        |              |                                        |
| 윌리앙 주제 · 호아킨 · 과르다도 · 테요 · 미란다 | 5–4          | 솔레스 · 라치치 · 게드스 · 무사 · 가야 |

| 베티스 | 발렌시아 |

| GK                | 25 | 클라우디오 브라보        |      |      |
| RB                | 19 | 엑토르 베예린            |      |      |
| CB                | 16 | 헤르만 페세야            | 72′  |      |
| CB                | 5  | 마르크 바르트라          |      |      |
| LB                | 15 | 알렉스 모레노            |      | 106′ |
| CM                | 21 | 기도 로드리게스          |      |      |
| CM                | 14 | 윌리앙 카르발류          | 14′  | 102′ |
| RW                | 10 | 세르히오 카날레스 (주장) |      | 111′ |
| AM                | 8  | 나빌 페키르              |      | 111′ |
| LW                | 7  | 후안미                   |      | 86′  |
| CF                | 9  | 보르하 이글레시아스      | 95′  | 102′ |
| 교체 선수:        |    |                          |      |      |
| GK                | 13 | 후이 실바                |      |      |
| DF                | 3  | 에드가르                 |      |      |
| DF                | 6  | 빅토르 루이스            |      |      |
| DF                | 23 | 유수프 사발리            |      |      |
| DF                | 33 | 후안 미란다              |      | 106′ |
| MF                | 4  | 폴 아쿠오쿠              |      |      |
| MF                | 18 | 안드레스 과르다도        |      | 102′ |
| MF                | 28 | 로드리                   |      |      |
| FW                | 11 | 크리스티안 테요          | 113′ | 111′ |
| FW                | 12 | 윌리앙 주제              |      | 102′ |
| FW                | 17 | 호아킨                   |      | 86′  |
| FW                | 24 | 아이토르 루이발          |      | 111′ |
| 감독:             |    |                          |      |      |
| 마누엘 페예그리니 |    |                          |      |      |

| GK              | 28 | 기오르기 마마르다슈빌리 |       |      |
| CB              | 12 | 무크타르 디아카비       |       |      |
| CB              | 5  | 가브리에우 파울리스타   | 5′    |      |
| CB              | 15 | 오마르 알데레테         | 90+2′ |      |
| RWB             | 20 | 디미트리 풀키에르       |       | 100′ |
| LWB             | 14 | 호세 가야 (주장)        |       |      |
| CM              | 6  | 우고 기야몬             | 74′   | 85′  |
| CM              | 23 | 일라시 모리바           |       | 79′  |
| RF              | 10 | 카를로스 솔레르         | 98′   |      |
| CF              | 7  | 곤살루 게드스           |       |      |
| LF              | 19 | 우고 두로               |       | 85′  |
| 교체 선수:      |    |                         |       |      |
| GK              | 1  | 하우메 도메네크         |       |      |
| GK              | 13 | 야스퍼 실러선           |       |      |
| DF              | 2  | 티에리 코헤이아         | 90+3′ | 79′  |
| DF              | 24 | 에라이 죄메르트         |       |      |
| DF              | 32 | 헤수스 바스케스 알칼데  |       |      |
| DF              | 37 | 크리스티안 모스케라     |       |      |
| MF              | 4  | 유누스 무사             |       | 100′ |
| MF              | 8  | 우로슈 라치치           |       | 85′  |
| MF              | 17 | 데니스 체리셰프         |       |      |
| MF              | 18 | 코바 코인드레디         |       |      |
| FW              | 11 | 엘데르 코스타           |       |      |
| FW              | 21 | 브리안 힐               |       | 85′  |
| FW              | 22 | 마르쿠스 안드레         |       |      |
| 감독:           |    |                         |       |      |
| 호세 보르달라스 |    |                         |       |      |

| 최우수 선수: 보르하 이글레시아스 (베티스) 부심: 호세 엔리케 페레스 나란호 (라스 팔마스) 라울 카바녜로 마르티네스 (무르시아) 대기심: 세사르 소토 그라도 (라 리오하) 제2 대기심: 디에고 산체스 로호 (갈리시아) 비디오 판독심: 리카르도 데 부르고스 벵고에체아 (바스크) 비디오 판독 부심: 로베르토 디아스 페레스 데 팔로마르 (바스크) 파블로 곤살레스 푸에르테스 (아스투리아스) | 경기 규정 - 90분. - 필요시 연장전 30분. - 이후에도 동률시 승부차기. - 교체 선수 9명 등록. - 최대 선수 5명 교체 가능, 연장전 돌입시 6번째 선수 교체 가능. |

## 참고
1. ↑  정규시간 및 연장전 후반 시작을 제외하고 최대 선수 3명을 교체할 수 있었으며, 연장전 돌입시 1명 추가 선수 교체 가능했다.